# Các nước cộng hòa của Liên bang Xô viết
Các nước cộng hòa của Liên bang Xô viết được quy định theo Điều 76 của Hiến pháp Xô viết 1977 là những nhà nước Xã hội chủ nghĩa Xô viết có chủ quyền hợp nhất với những nước Cộng hòa Xô viết khác để trở thành Liên bang Cộng hoà Xã hội Chủ nghĩa Xô viết hay Liên bang Xô viết. Điều 81 của Hiến pháp nói rõ "những quyền lợi tối cao của các Nước cộng hòa Liên bang sẽ được bảo vệ bởi Liên bang Cộng hòa Xã hội Chủ nghĩa Xô viết".
Theo Tòa án Nhân quyền châu Âu, Hội đồng Nhân quyền Liên Hợp Quốc, các chính phủ của các quốc gia Baltic (Estonia, Latvia, Litva), Hoa Kỳ, và Châu Âu, 3 nước cộng hòa Baltic Xô viết (CHXHCNXV Estonia, CHXHCNXV Latvia và CHXHCNXV Litva - CHXHCNXV (Cộng hòa Xã hội chủ nghĩa Xô viết) bị Liên bang Xô viết xâm chiếm vào năm 1940 theo những điều khoản của Hiệp ước Molotov-Ribbentrop. Chính phủ Nga và những quốc gia chính thức ủng hộ sự sáp nhập vào Xô viết của những quốc gia Baltic là hợp pháp.
Vào những thập niên cuối cùng khi Liên Xô còn tồn tại, Liên bang Xô viết gồm 15 nước Cộng hòa Xã hội chủ nghĩa Xô viết (SSR), thường được gọi đơn giản là Các nước Cộng hòa Xô viết. Trong Liên bang Xô viết những nước cộng hòa Xô viết cũng được gọi là Các nước cộng hòa liên bang (tiếng Nga: союзные республики, soyuznye respubliki). Tất cả các nước cộng hòa này đều được xem như những nước cộng hòa xã hội chủ nghĩa, ngoài ngoại lệ là CHXHCNXV Liên bang Nga (SFSR Liên bang Nga), tất cả các nước cộng hòa đều có những đảng cộng sản của riêng mình, những đảng cộng sản này là 1 phần của Đảng Cộng sản Liên Xô. Tất cả những nước cộng hòa cũ hiện nay đã trở thành các quốc gia độc lập, 12 quốc gia trong số 15 nước cộng hòa cũ (trừ 3 nước Baltic) đều tham gia vào 1 tổ chức sau khi Liên Xô tan rã có tên là Cộng đồng các Quốc gia Độc lập (tiếng Nga: SNG, tiếng Anh: CIS).
Căn cứ vào hiến pháp, Liên Xô là một liên bang. Theo Điều 72 của Hiến pháp năm 1977, mỗi nước cộng hòa đều có quyền ly khai khỏi Liên Xô. Dù trong Chiến tranh Lạnh, quyền này được xem xét rộng rãi là vô nghĩa, tuy nhiên, Điều 72 đã được sử dụng vào tháng 12 năm 1991 và khiến Liên Xô tan rã, khi Nga, Ukraina và Belarus ly khai khỏi Liên bang.
Trong thực tế, Liên Xô là 1 thực thể tập trung quyền lực ở mức độ cao từ khi thành lập vào năm 1922 cho đến giữa thập niên 1980 khi những lực lượng chính trị khác được phép hoạt động từ những cải cách của Mikhail Gorbachev, dẫn đến việc buông lỏng quyền lực quản lý của trung ương và cuối cùng là sự sụp đổ của Liên Xô. Theo Hiến pháp thông qua năm 1936, và được sửa đổi nhiều lần cho đến tháng 10 năm 1977, nền tảng chính trị của Liên Xô được hình thành từ Xô viết địa phương do nhân dân bầu. Các Xô viết địa phương này tồn tại ở mọi cấp hành chính, và phải chịu sự điều khiển của "Cơ quan quyền lực cao nhất" của Liên Xô là Xô viết Tối cao (Верховный Совет) ở Moskva.
Cùng với hệ thống phân cấp hành chính nhà nước, còn tồn tại song song các tổ chức của đảng cộng sản, điều này cho phép Bộ chính trị sử dụng quyền lực điều khiển lớn hơn trên các nước cộng hòa. Các cơ quan hành chính nhà nước chịu sự điều khiển từ các cơ quan song song của đảng cộng sản, và việc bổ nhiệm của mọi đảng và các công chức nhà nước phụ thuộc vào sự tán thành của cơ quan trung ương của đảng cộng sản. Thường thì Chủ tịch Đoàn Chủ tịch Xô viết của mỗi nước cộng hòa là người của nước cộng hòa đó trừ Nga, trong khi tổng bí thư đảng của mỗi nước cộng hòa phải là người của nước cộng hòa khác.
Mỗi nước cộng hòa có biểu tượng của quốc gia trên: quốc kỳ, quốc huy, quốc ca, và 1 ngoại lệ với CHXHCNXV Liên bang Nga có quốc ca là quốc ca của Liên Xô. Mỗi nước cộng hòa của Liên Xô cũng được tặng thưởng Huân chương Lenin.

## Các nước cộng hòa và sự sụp đổ của Liên bang Xô viết

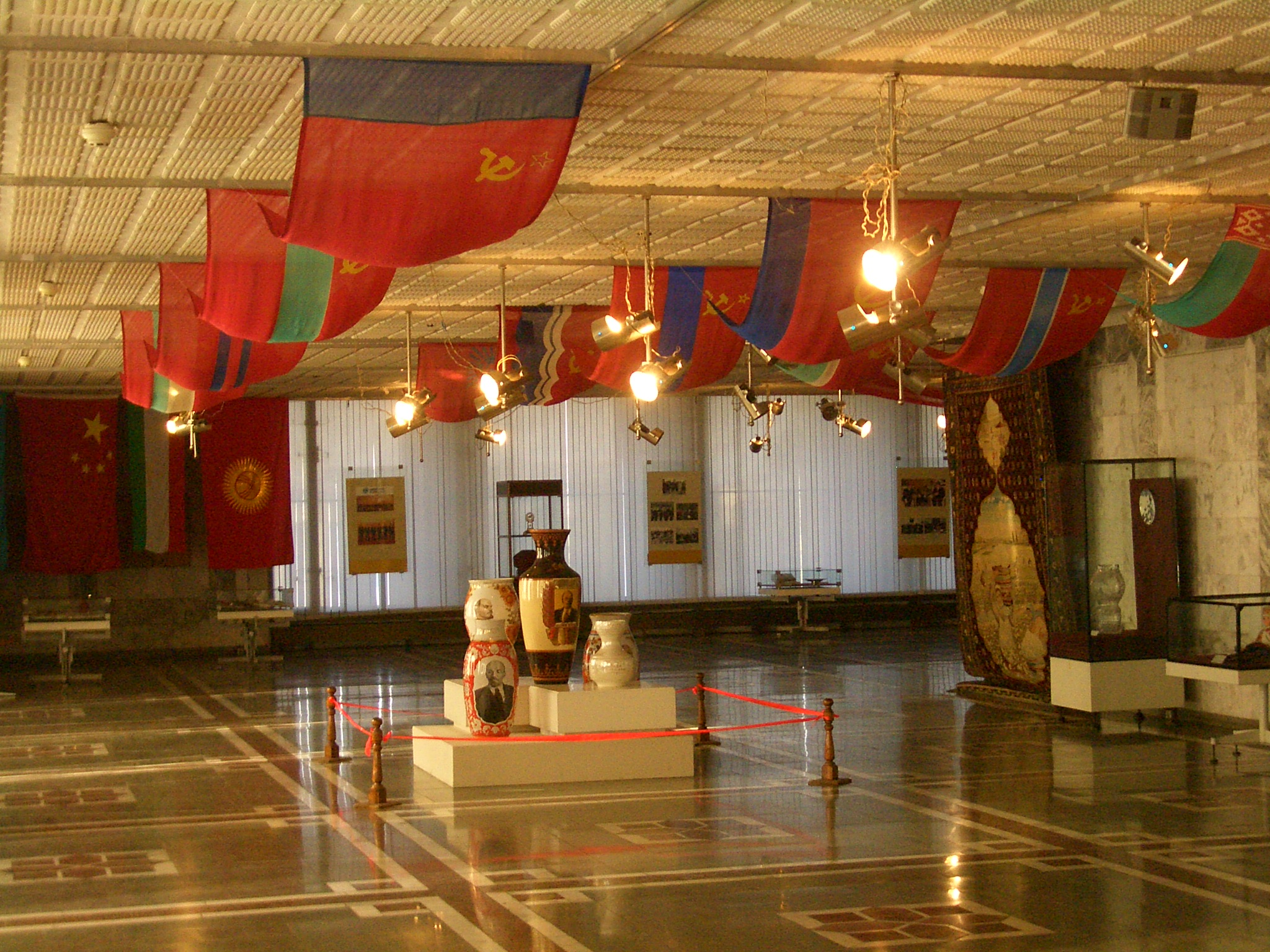
1 phòng trong Bảo tàng Lenin thời kỳ Xô viết tại Bishkek trang hoàng với các quốc kỳ của các nước cộng hòa Xô viết

Các nước cộng hòa đã đóng một vai trò quan trọng trong sự sụp đổ của Liên bang Xô viết. Dưới thời của Mikhail Gorbachev, những biện pháp cải tổ như mở cửa (glasnost) và cải tổ kinh tế (perestroika) được mong đợi đem lại sự hồi sinh cho Liên bang Xô viết. Tuy nhiên, những biện pháp cải tổ đã có một số tác động dẫn đến quyền lực của mỗi nước cộng hòa trong chỉnh thể liên bang được tăng cường. Đầu tiên, tự do chính trị cho phép các chính quyền của mỗi nước cộng hòa có được tính hợp pháp bằng việc mở rộng chế độ dân chủ, chủ nghĩa dân tộc hay kết hợp cả 2. Ngoài ra, tự do cũng dẫn tới những rạn nứt trong hệ thống phân cấp của đảng, điều này giảm bớt quyền lực điều khiển của trung ương tới các nước cộng hòa. Cuối cùng, cải tổ kinh tế (perestroika) cho phép các chính phủ của các nước cộng hòa được kiểm soát các tài sản kinh tế của mình và giữ lại nguồn tài chính từ chính quyền trung ương.
Trong suốt những năm cuối thập niên 1980, chính quyền Xô viết đã thử tìm một cấu trúc mới, mà cấu trúc mới này đã phản ảnh quyền lực ngày càng tăng của các nước cộng hòa trong liên bang. Những nỗ lực này đã chứng tỏ không thành công, và vào năm 1991, Liên bang Xô viết sụp đổ khi chính quyền của các nước cộng hòa tuyên bố ly khai. Các nước cộng hòa đã tuyên bố độc lập, với các chính quyền hậu Xô viết ở các nước cộng hòa đa số trong các trường hợp nhân sự trong chính quyền đều là nhân sự của các nước cộng hòa Xô viết cũ.

## Các quốc gia trước và sau khi Liên bang Xô viết sụp đổ

### Các nước Cộng hòa của Liên Xô trước khi Liên bang Xô viết sụp đổ
| Các nước Cộng hòa của Liên bang Xô viết | Các nước Cộng hòa của Liên bang Xô viết | Các nước Cộng hòa của Liên bang Xô viết | Các nước Cộng hòa của Liên bang Xô viết         | Các nước Cộng hòa của Liên bang Xô viết | Các nước Cộng hòa của Liên bang Xô viết |                                     |
| --------------------------------------- | --------------------------------------- | --------------------------------------- | ----------------------------------------------- | --------------------------------------- | --------------------------------------- | ----------------------------------- |
|                                         | Quốc kỳ                                 | Quốc huy                                | Nước cộng hòa                                   | Thủ đô                                  | Năm thành lập                           | Các nước cộng hòa Liên bang Xô viết |
| 1                                       |                                         |                                         | Cộng hòa Xã hội chủ nghĩa Xô viết Armenia       | Yerevan                                 | 1920                                    | Các nước cộng hòa Liên bang Xô viết |
| 2                                       |                                         |                                         | Cộng hòa Xã hội chủ nghĩa Xô viết Azerbaijan    | Baku                                    | 1920                                    | Các nước cộng hòa Liên bang Xô viết |
| 3                                       |                                         |                                         | Cộng hòa Xã hội chủ nghĩa Xô viết Byelorussia   | Minsk                                   | 1920                                    | Các nước cộng hòa Liên bang Xô viết |
| 4                                       |                                         |                                         | Cộng hòa Xã hội chủ nghĩa Xô viết Estonia       | Tallinn                                 | 1940                                    | Các nước cộng hòa Liên bang Xô viết |
| 5                                       |                                         |                                         | Cộng hòa Xã hội chủ nghĩa Xô viết Gruzia        | Tbilisi                                 | 1921                                    | Các nước cộng hòa Liên bang Xô viết |
| 6                                       |                                         |                                         | Cộng hòa Xã hội chủ nghĩa Xô viết Kazakhstan    | Alma-Ata                                | 1936                                    | Các nước cộng hòa Liên bang Xô viết |
| 7                                       |                                         |                                         | Cộng hoà Xã hội chủ nghĩa Xô Viết Kirghizia     | Frunze                                  | 1936                                    | Các nước cộng hòa Liên bang Xô viết |
| 8                                       |                                         |                                         | Cộng hoà Xã hội chủ nghĩa Xô Viết Latvia        | Riga                                    | 1940                                    | Các nước cộng hòa Liên bang Xô viết |
| 9                                       |                                         |                                         | Cộng hoà Xã hội chủ nghĩa Xô Viết Litva         | Vilnius                                 | 1940                                    | Các nước cộng hòa Liên bang Xô viết |
| 10                                      |                                         |                                         | Cộng hòa Xã hội chủ nghĩa Xô viết Moldavia      | Chișinău                                | 1940                                    | Các nước cộng hòa Liên bang Xô viết |
| 11                                      |                                         |                                         | Cộng hòa Xã hội chủ nghĩa Xô viết Liên bang Nga | Moskva                                  | 1917                                    | Các nước cộng hòa Liên bang Xô viết |
| 12                                      |                                         |                                         | Cộng hòa Xã hội chủ nghĩa Xô viết Tajikistan    | Dushanbe                                | 1929                                    | Các nước cộng hòa Liên bang Xô viết |
| 13                                      |                                         |                                         | Cộng hòa Xã hội chủ nghĩa Xô viết Turkmenia     | Ashgabat                                | 1925                                    | Các nước cộng hòa Liên bang Xô viết |
| 14                                      |                                         |                                         | Cộng hòa Xã hội Chủ nghĩa Xô viết Ukraina       | Kiev                                    | 1919                                    | Các nước cộng hòa Liên bang Xô viết |
| 15                                      |                                         |                                         | Cộng hòa Xã hội Chủ nghĩa Xô viết Uzbekistan    | Tashkent                                | 1924                                    | Các nước cộng hòa Liên bang Xô viết |

### Các quốc gia độc lập sau khi Liên bang Xô viết sụp đổ
| Các nước Cộng hòa của Liên bang Xô viết | Các nước Cộng hòa của Liên bang Xô viết | Các nước Cộng hòa của Liên bang Xô viết | Các nước Cộng hòa của Liên bang Xô viết | Các nước Cộng hòa của Liên bang Xô viết |                               |
| --------------------------------------- | --------------------------------------- | --------------------------------------- | --------------------------------------- | --------------------------------------- | ----------------------------- |
|                                         | Quốc kỳ                                 | Quốc huy                                | Nước cộng hòa                           | Thủ đô                                  | Republics of the Soviet Union |
| 1                                       |                                         |                                         | Cộng hòa Armenia                        | Yerevan                                 | Republics of the Soviet Union |
| 2                                       |                                         |                                         | Cộng hòa Azerbaijan                     | Baku                                    | Republics of the Soviet Union |
| 3                                       |                                         |                                         | Cộng hòa Belarus                        | Minsk                                   | Republics of the Soviet Union |
| 4                                       |                                         |                                         | Cộng hòa Estonia                        | Tallinn                                 | Republics of the Soviet Union |
| 5                                       |                                         |                                         | Cộng hòa Gruzia                         | Tbilisi                                 | Republics of the Soviet Union |
| 6                                       |                                         |                                         | Cộng hòa Kazakhstan                     | Nursultan                               | Republics of the Soviet Union |
| 7                                       |                                         |                                         | Cộng hòa Kyrgyzstan                     | Bishkek                                 | Republics of the Soviet Union |
| 8                                       |                                         |                                         | Cộng hòa Latvia                         | Riga                                    | Republics of the Soviet Union |
| 9                                       |                                         |                                         | Cộng hòa Litva                          | Vilnius                                 | Republics of the Soviet Union |
| 10                                      |                                         |                                         | Cộng hòa Moldova                        | Chișinău                                | Republics of the Soviet Union |
| 11                                      |                                         |                                         | Cộng hòa Liên bang Nga                  | Moskva                                  | Republics of the Soviet Union |
| 12                                      |                                         |                                         | Cộng hòa Tajikistan                     | Dushanbe                                | Republics of the Soviet Union |
| 13                                      |                                         |                                         | Cộng hòa Turkmenistan                   | Ashgabat                                | Republics of the Soviet Union |
| 14                                      |                                         |                                         | Cộng hòa Ukraina                        | Kiev                                    | Republics of the Soviet Union |
| 15                                      |                                         |                                         | Cộng hòa Uzbekistan                     | Tashkent                                | Republics of the Soviet Union |

## Các nước cộng hòa Xô viết khác
- Ủy ban Cách mạng Lâm thời Ba Lan đã cố gắng xây dựng 1 nước Cộng hòa Xã hội chủ nghĩa Xô viết Ba Lan độc lập trong thời gian CHXHCNXV Liên bang Nga và Ukraina tấn công Ba Lan trong Chiến tranh Ba Lan-Xô viết vào năm 1919-1922, do Julian Marchlewski đứng đầu ủy ban tại Białystok.
- Dưới lời đe dọa can thiệp, nước Cộng hòa Viễn Đông độc lập chính thức bị cắt ra khỏi lãnh thổ Nga và trở thành 1 nhà nước trung lập vào 6/4/1920, và sáp nhập trở lại vào Nga ngày 15/11/1922. Thủ đô là Verkhneudinsk (hiện nay là Ulan-Ude) trước tháng 10/1920 và sau đó là Chita.
- Tuva là 1 quốc gia giữa Mông Cổ và Nga, độc lập từ năm 1911-1914, và sau đó độc lập 1 lần nữa từ năm 1921-1944. Năm 1921 những người Bolshevik địa phương đã tuyên bố thành lập nước Cộng hòa Nhân dân Tuva, và vào năm 1944 quốc gia này đã sáp nhập vào Liên Xô, trở thành 1 phần của CHXHCNXV Liên bang Nga.
- Từ 16/12/1921 - 19/2/1931, CHXHCNXV Abkhazia thiết lập 1 mối quan hệ liên hiệp với CHXHCNXV Gruzia thông qua 1 hiệp ước liên hiệp đặc biệt. CHXHCNXV Abkhazia trong CHXHCNXV Gruzia vẫn tồn tại trong CHXHCNXV Liên bang Ngoại Kavkaz (nhưng không trực tiếp trong Liên Xô) từ 13/12/1922.[7][8]
- Armenia, Azerbaijan, Gruzia từ năm 1922 - 1936 nằm trong CHXHCNXV Liên bang Ngoại Kavkaz.
- CHXHCNXV Karelo-Phần Lan tồn tại từ 31/3/1940 - 16/7/1956.

## Thời gian biểu
- 1922 - CHXHCNXV Gruzia, CHXHCNXV Armenia và CHXHCNXV Azerbaijan là thành phần trong CHXHCNXV Liên bang Ngoại Kavkaz.
- 1922 - Liên bang Xô viết thành lập từ CHXHCNXV Liên bang Nga, CHXHCNXV Liên bang Ngoại Kavkaz, CHXHCNXV Ukraina, và CHXHCNXV Belorussia.
- 1924 - CHXHCNXV Uzbekistan và CHXHCNXV Turkmenia được thành lập từ CHXHCNXV Tự trị Turkestan trong CHXHCNXV Liên bang Nga.
- 1929 - CHXHCNXV Tajikistan tách ra từ CHXHCNXV Uzbekistan.
- 1931 - CHXHCNXV Abkhazia trong CHXHCNXV Gruzia chuyển thành CHXHCNXV Tự trị Abkhazia.
- 1936 - Theo Hiến pháp Xô viết 1936 CHXHCNXV Tự trị Kazakh và CHXHCNXV Tự trị Kirghiz được tách ra từ CHXHCNXV Liên bang Nga và chuyển thành CHXHCNXV Kazakhstan và CHXHCNXV Kirghizia.
- 1936 - CHXHCNXV Liên bang Ngoại Kavkaz chia ra thành CHXHCNXV Gruzia, CHXHCNXV Armenia và CHXHCNXV Azerbaijan.
- 1939 - 1 phần của Ba Lan (được biết đến như Kresy) đã sáp nhập vào CHXHCNXV Belorussia và CHXHCNXV Ukraina.
- 1939 - 1 phần lãnh thổ Đông Nam Phần Lan đã tách ra và hình thành 1 quốc gia độc lập trên danh nghĩa gọi là Cộng hòa Dân chủ Phần Lan (cũng gọi là Chính phủ Terijoki).
- 1940 - Cộng hòa Dân chủ Phần Lan sáp nhập vào Liên bang Xô viết và hợp nhất với CHXHCNXV Tự trị Karelia thành CHXHCNXV Karelo-Phần Lan.
- 1940 - Estonia, Latvia và Litva chuyển thành CHXHCNXV Estonia, CHXHCNXV Latvia, CHXHCNXV Litva, và sáp nhập vào Liên Xô.[9]
- 1940 - 1 phần của CHXHCNXV Tự trị Moldavia và 1 phần lãnh thổ sáp nhập từ România đã tạo thành CHXHCNXV Moldavia.
- 1941 - Cuộc nổi dậy và tuyên bố độc lập tại Litva do Đức Quốc xã đứng đằng sau.[10]
- 1944 - Liên bang Xô viết sáp nhập thêm Cộng hòa Nhân dân Tuva, quốc gia này trở thành 1phần của CHXHCNXV Liên bang Nga.
- 1944-1945 - Litva, Latvia, Estonia và 1 phần lãnh thổ của Phần Lan được Liên Xô giải phóng.
- 1944 - Các vụ trục xuất đàn áp người Kavkaz và Krym, tất cả vùng tự trị và nước cộng hòa xô viết tự trị đều được tổ chức lại.
- 1945 - 1 phần của Đông Phổ tách khỏi Đức và sáp nhập vào CHXHCNXV Liên bang Nga với tên gọi Vùng Kaliningrad.
- 1945 - CHXHCNXV tự trị Krym đổi thành Vùng Krym, tiếp tục ở trong CHXHCNXV Liên bang Nga.
- 1945 - Quần đảo Kuril và phần phía Nam của Sakhalin được sáp nhập vào CHXHCNXV Liên bang Nga từ Nhật Bản.
- 1945 - Ruthenia Karpat được Tiệp Khắc nhượng lại và sáp nhập vào CHXHCNXV Ukraina.
- 1954 - Krym chuyển từ CHXHCNXV Liên bang Nga cho CHXHCNXV Ukraina.
- 1956 - CHXHCNXV Karelo-Phần Lan trở thành CHXHCNXV Tự trị Karelia trong CHXHCNXV Liên bang Nga lần nữa.
- 1990 - Litva tuyên bố độc lập[11][12].
- 1991 - Cố gắng của quân đội Liên Xô chống lại sự độc lập của Litva.[13]
- 1991 - Estonia và Latvia tuyên bố độc lập.
- 1991 - Liên bang sụp đổ, các nước cộng hòa trong liên bang tuyên bố độc lập.

| Nước cộng hòa       | Thủ đô   | Vùng         | Dân số      | %      | Mới nhất (tháng 7/2007) | Chg %  | Mật độ | Diện tích (km²) | %      | Sửa đổi hiến pháp | Quốc gia kế thừa |
| ------------------- | -------- | ------------ | ----------- | ------ | ----------------------- | ------ | ------ | --------------- | ------ | ----------------- | ---------------- |
| CHXHCNXV LB Nga     | Moskva   | Nga          | 147.386.000 | 51.40% | 141.377.752             | -4%    | 8.6    | 17.075.200      | 76.62% | 1                 | Nga              |
| CHXHCNXV Ukraina    | Kiev     | Tây          | 51.706.746  | 18.03% | 46.299.862              | -10.5% | 85.6   | 603.700         | 2.71%  | 2                 | Ukraina          |
| CHXHCNXV Uzbekistan | Tashkent | Trung Á      | 19.906.000  | 6.94%  | 27.780.059              | +39.6% | 44.5   | 447.400         | 2.01%  | 4                 | Uzbekistan       |
| CHXHCNXV Kazakhstan | Alma-Ata | Trung Á      | 16.711.900  | 5.83%  | 15.284.929              | -8.5%  | 6.1    | 2.727.300       | 12.24% | 5                 | Kazakhstan       |
| CHXHCNXV Belorussia | Minsk    | Tây          | 10.151.806  | 3.54%  | 9.724.723               | -4.2%  | 48.9   | 207.600         | 0.93%  | 3                 | Belarus          |
| CHXHCNXV Azerbaijan | Baku     | Ngoại Kavkaz | 7.037.900   | 2.45%  | 8.120.247               | +15.4% | 81.3   | 86.600          | 0.39%  | 7                 | Azerbaijan       |
| CHXHCNXV Gruzia     | Tbilisi  | Ngoại Kavkaz | 5.400.841   | 1.88%  | 4.646.003               | -14.0% | 77.5   | 69.700          | 0.31%  | 6                 | Gruzia           |
| CHXHCNXV Tajikistan | Dushanbe | Trung Á      | 5.112.000   | 1.78%  | 7.076.598               | +38.4% | 35.7   | 143.100         | 0.64%  | 12                | Tajikistan       |
| CHXHCNXV Moldavia   | Chişinău | Tây          | 4.337.600   | 1.51%  | 4.320.490               | -0.4%  | 128.2  | 33.843          | 0.15%  | 9                 | Moldova          |
| CHXHCNXV Kirghizia  | Frunze   | Trung Á      | 4.257.800   | 1.48%  | 5.284.149               | +24.1% | 21.4   | 198.500         | 0.89%  | 11                | Kyrgyzstan       |
| CHXHCNXV Litva      | Vilnius  | Baltic       | 3.689.779   | 1.29%  | 3.575.439               | -3.1%  | 56.6   | 65.200          | 0.29%  | 8                 | Litva            |
| CHXHCNXV Turkmenia  | Ashgabat | Trung Á      | 3.522.700   | 1.23%  | 5.097.028               | +44.7% | 7.2    | 488.100         | 2.19%  | 14                | Turkmenistan     |
| CHXHCNXV Armenia    | Yerevan  | Ngoại Kavkaz | 3.287.700   | 1.15%  | 2.971.650               | -9.6%  | 110.3  | 29.800          | 0.13%  | 13                | Armenia          |
| CHXHCNXV Latvia     | Rīga     | Baltic       | 2.666.567   | 0.93%  | 2.259.810               | -15.3% | 41.3   | 64.589          | 0.29%  | 10                | Latvia           |
| CHXHCNXV Estonia    | Tallinn  | Baltic       | 1.565.662   | 0.55%  | 1.315.912               | -16.0% | 34.6   | 45.226          | 0.20%  | 15                | Estonia          |